# Rohan
Rohan é uma comuna francesa na região administrativa da Bretanha, no departamento Morbihan. Estende-se por uma área de 23,59 km². Em 2010 a comuna tinha 1 677 habitantes (densidade: 71,1 hab./km²).